# Triumf Bachusa
Triumf Bachusa (hiszp. El triunfo de Baco) – obraz hiszpańskiego malarza Diega Velázqueza z 1628 roku.
Obraz przedstawia greckiego boga Bachusa siedzącego na tle kastylijskiego krajobrazu w otoczeniu grupy kompanów, siedzącego na beczce i koronującego jednego z towarzyszy. Został namalowany przed pierwszym wyjazdem malarza do Włoch dla królewskich zbiorów króla Hiszpanii, Filipa IV. Dzieło zostało umieszczone w sypialni królewskiej.
Historycy sztuki przedstawiają różne hipotezy co do inspiracji, z której czerpał Velázquez. Według jednej temat został zaczerpnięty z opowieści, jaką mistrz usłyszał z ust Rubensa. Historyjka opowiadała o przyjęciu zorganizowanym w 1612 roku w Brukseli na dworze Alberta i Izabeli, na którym w pewnym momencie pojawił się mężczyzna odziany w lniana tkaninę i z laurem z liści na głowie. W towarzystwie swoich kompanów zasiadł na beczce i począł pić wino. Inna wersja mówi iż obraz był wzorowany na flamandzkim sztychu z XVI wieku. Opis do niego mówił o chłopach którzy zwrócili się do Bachusa by ten pomógł im pozbyć się trosk. Bóg wysłuchał ich i podzielił się z nimi swoją radością.
Postać Bachusa mogła być wzorowana na Bachusie Caravaggia, jednakże nie miał jeszcze takiej plastyczności, widoczny jest nieporadny modelunek, który zniknął już podczas pobytu Valezqueza we Włoszech w latach 1629–1631.

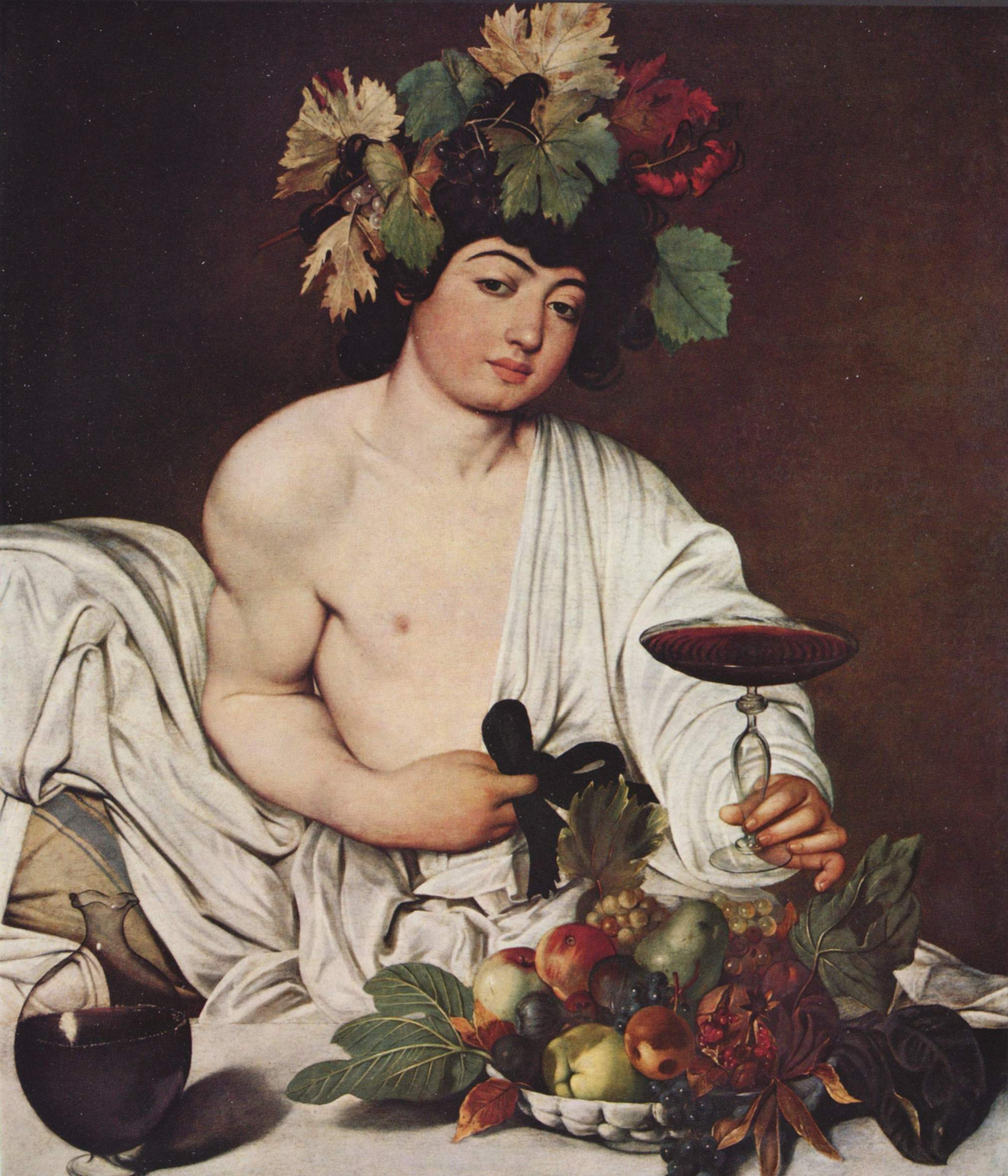
Bachus – obraz Caravaggia

Dzieło znajdujące się obecnie w Muzeum Prado w Madrycie występuje również pod innym tytułem Los borrachos (Pijący lub Konkurs pijacki). Dwa tytuły jednego obrazu odnosiły się do jego dwojakiej wymowie i dwóch odmiennych aspektów przedstawionej sceny. Obraz można podzielić na dwie części z Bachusem w centralnej części. Po lewej stronie widoczny jest moment składania hołdu mitologicznemu bogowi. Scena namalowana jest w klasycystycznym tonie i bliższa jest pierwszemu tytułowi. Prawa strona utrzymana jest w bardziej w duchu malarstwa rodzajowego. Postacie po prawej stronie przedstawione zostały w różnych pozach a ich stroje sugerują ich przynależność do odmiennych grupach społecznych. Bachus koronuje żołnierza, lecz postacie znajdujące się po boku przypominają scenę z Trzech Króli co może być zamierzoną ironią autora. Inne interpretacje odnoszą się do rządów króla: jak Bachus łagodzi ludzkie troski winem tak król powinien łagodzić troski swojego ludu.